# Strängnäs kommunföretag
Strängnäs kommunföretag AB är ett svenskt förvaltningsbolag som agerar moderbolag för de verksamheter som Strängnäs kommun har valt att driva i aktiebolagsform. Bolaget ägs helt av kommunen.

## Bolag
Källa: 
- Strängnäs Fastighets AB (100%)
  - Strängnäs Bostads AB (100%)
- Sevab Strängnäs Energi AB (100%)
  - Esem AB (25%)
  - Fibra AB (14,5%)
    - Nodena AB (25%)
    - Samkom AB (100%)

  - Sevab Nät AB (100%)
  - Eskilstuna Strängnäs Elförsäljning AB (37%)
    - Sevab Energiförsäljning AB (100%)
      - EEM Försäljning AB (100%)
- Solör Bioenergi Strängnäs AB (20%)